# César Arzo
Pour les articles homonymes, voir Arzo (homonymie).
César Arzo Amposta est un footballeur espagnol né le 21 janvier 1986 à Villarreal en Espagne. Il évolue au poste de défenseur central au Gimnàstic de Tarragone.

## Palmarès
AEK Athènes
- Coupe de Grèce : 2016

 Kaïrat Almaty
- Coupe du Kazakhstan : 2017
- Supercoupe du Kazakhstan : 2017